# Son of Dracula (1974)
Son of Dracula is een Britse komische/horror/musicalfilm uit 1974, geregisseerd door Freddie Francis. De hoofdrollen worden vertolkt door Harry Nilsson en Ringo Starr. De muzieknummers in de film zijn op "Daybreak" na allemaal afkomstig van Nilsson Schmilsson (1971) en Son of Schmilsson (1972).

## Verhaal
De film draait om graaf Downe, de zoon van Graaf Dracula. Hij heeft een ingenieus plan waarmee hij zichzelf kan laten kronen tot de koning van de onderwereld, en daarmee heerser over alle monsters. Zijn mentor, de magiër Merlijn, zal de kroning spoedig uitvoeren.
Downe’s plannen worden verstoord wanneer hij verliefd wordt op een vrouw genaamd Amber. Tevens raakt hij in conflict met baron Frankenstein, die ook op de titel van koning aast.

## Rolverdeling
| Acteur         | Personage            |
| -------------- | -------------------- |
| Harry Nilsson  | Graaf Downe          |
| Ringo Starr    | Merlin, the Magician |
| Dennis Price   | Van Helsing          |
| Suzanna Leigh  | Amber                |
| Freddie Jones  | Dr. Frankenstein     |
| Peter Frampton | Musician             |
| Keith Moon     | Musician             |
| John Bonham    | Musician             |
| Rosanna Lee    | Girl                 |

## Achtergrond

### Productie
Ringo Starr en Harry Nilsson kenden elkaar al geruime tijd toen ze met de productie van de film begonnen. Starr had zelf als drummer meegewerkt aan het albumSon of Schmilsson, waarin veel thema’s uit horrorfilms op de hak werden genomen. Het idee voor een rock-'n-roll Dracula-film kwam van Starr, die vervolgens Nilsson uitnodigde. Nilsson was aanvankelijk van mening dat Starr zijn idee had overgenomen van zijn meest recente album. Starr was zich echter onbewust van het feit dat Nilsson reeds een soortgelijk thema had gebruikt in een van zijn albums.
Toen de twee heren aan de film begonnen, hadden ze al snel door dat het geen topfilm zou gaan worden. Nadat de film uitkwam, vielen de reacties dan ook tegen. De film is nooit officieel uitgebracht op video of dvd, en wordt enkel als middernachtfilm uitgezonden.

### Filmmuziek
1. It is he who will be king (Paul Buckmaster) – 3:07
2. "Daybreak" (Nilsson) – 2:43
3. "At my front door" (Ewart B. Abner, John C. Moore) – 2:40
4. Count Downe meets Merlin and Amber (Buckmaster) – 2:10
5. "The Moonbeam song" (Nilsson) – 3:20
6. Perhaps this is all a dream (Buckmaster) –:47
7. "Remember" (Nilsson) – 4:09
8. Intro, "Without you" (Pete Ham, Tom Evans) – 3:47
9. The Count's vulnerability (Buckmaster) – 2:10
10. "Down" (Nilsson) – 3:07
11. Frankenstein, Merlin and the operation (Taverner) – 3:20
12. "Jump into the fire" (Nilsson) – 3:16
13. The abdication of Count Downe (Buckmaster) – 1:10
14. The end (Moonbeam) –:49